# Belprahon
Belprahon (hist. Tiefenbach) – gmina (niem. Einwohnergemeinde) w północno-zachodniej Szwajcarii, w kantonie Berno, w regionie administracyjnym Berner Jura, w okręgu Berner Jura. 31 grudnia 2020 roku liczyła 279 mieszkańców. 

## Demografia
Według danych z 2000 r. 88,1% mieszkańców gminy była francuskojęzyczna, 6,4% niemieckojęzyczna, a 1,8% włoskojęzyczna. Na dzień 31 grudnia 2020 obcokrajowcy stanowili 4,7% ogółu mieszkańców.

## Transport
Przez teren gminy przebiega autostrada A16 oraz droga główna nr 30.